# Psammotettix helvolus
Psammotettix helvolus är en insektsart som beskrevs av Carl Ludwig Kirschbaum 1868. Psammotettix helvolus ingår i släktet Psammotettix och familjen dvärgstritar. Utöver nominatformen finns också underarten P. h. rhombifer.